# Chuba Akpom
Chuba Akpom, né le 9 octobre 1995 à Londres en Angleterre, est un footballeur anglais, d'origine nigérianne, qui joue au poste d'avant-centre à Ipswich Town, en prêt de l'Ajax Amsterdam.

## Biographie

### En club
Chuba rejoint Arsenal à l'âge de six ans, où il réalise toute sa formation. Avec le centre de formation des Gunners, il participe à l'UEFA Youth League en 2014 et 2015. À cette occasion, il inscrit deux buts face à l'équipe italienne de Naples. Le 14 septembre 2013, Chuba Akpom prend part à son premier match officiel sous le maillot des Gunners en entrant sur le terrain à l'heure de jeu à la place d'Olivier Giroud lors d'un match de Premier League face à Sunderland (victoire 1-3).
Afin de s'aguerrir au monde professionnel, il est successivement prêté à Brentford et Coventry City en League One, puis à Nottingham Forest et Hull City en deuxième division anglaise.
Il inscrit son premier but en championnat le 8 août 2015 lors d'un match de deuxième division anglaise contre Huddersfield Town. Trois jours plus tard, il récidive en inscrivant un autre but contre Accrington Stanley en Coupe de la Ligue anglaise. Il marque sept buts en 42 matchs toutes compétitions confondues avec les Tigers avant de retourner à Arsenal à l'issue de la saison.
Le 31 janvier 2017, Akpom est prêté à Brighton & Hove jusqu'à la fin de la saison.
Le 3 août 2018, Akpom s'engage pour trois saisons avec le club grec du PAOK Salonique.
Le 19 septembre 2020, il rejoint Middlesbrough.
En août 2023, Middlesbrough et le Racing Club de Lens s'accordent pour transférer le joueur en France. Le transfert n'est cependant pas validé, les agents du joueur étant en même temps en négociations avec l'Ajax Amsterdam. Le joueur s'engage avec le club néerlandais pour cinq saisons contre une indemnité de transfert estimée à 12,3 millions d'euros + 2 de bonus.

### En sélection
Le 15 février 2011, Akpom fait ses débuts avec l'équipe d'Angleterre des moins de 16 ans. Il représente ensuite l'Angleterre chez les moins de 17 ans, les moins de 19 ans et les moins de 20 ans.
Avec les moins de 20 ans, il est l'auteur d'un doublé face aux Pays-Bas en octobre 2014. Il participe ensuite avec cette sélection au Tournoi de Toulon 2015. Lors de la compétition, il inscrit deux buts : contre le Maroc puis contre la Côte d'Ivoire.
Le 13 octobre 2015, Akpom honore sa première sélection avec l'équipe d'Angleterre espoirs face au Kazakhstan (victoire 3-0). Il inscrit le troisième but des Anglais. Il marque ensuite à deux reprises contre les Suisses.

## Statistiques
| Saison                | Club                     | Championnat           | Championnat | Championnat | Coupe(s) nationale(s) | Coupe(s) nationale(s) | Compétition(s) continentale(s) | Compétition(s) continentale(s) | Compétition(s) continentale(s) | Total | Total |
| Saison                | Club                     | Division              | M.          | B.          | M.                    | B.                    | Comp.                          | M.                             | B.                             | M.    | B.    |
| 2013-2014             | Arsenal FC               | Premier League        | 1           | 0           | 1                     | 0                     | -                              | -                              | -                              | 2     | 0     |
| 2014-2015             | Arsenal FC               | Premier League        | 3           | 0           | 4                     | 0                     | -                              | -                              | -                              | 7     | 0     |
| 2016-2017             | Arsenal FC               | Premier League        | -           | -           | 1                     | 0                     | -                              | -                              | -                              | 1     | 0     |
| 2017-2018             | Arsenal FC               | Premier League        | -           | -           | 2                     | 0                     | -                              | -                              | -                              | 2     | 0     |
| Sous-total            | Sous-total               | Sous-total            | 4           | 0           | 8                     | 0                     | -                              | -                              | -                              | 12    | 0     |
| 2013-2014             | Brentford FC (prêt)      | League One            | 4           | 0           | -                     | -                     | -                              | -                              | -                              | 4     | 0     |
| 2013-2014             | Coventry City (prêt)     | League One            | 6           | 0           | -                     | -                     | -                              | -                              | -                              | 6     | 0     |
| 2014-2015             | Nottingham Forest (prêt) | Championship          | 7           | 0           | -                     | -                     | -                              | -                              | -                              | 7     | 0     |
| 2015-2016             | Hull City (prêt)         | Championship          | 37          | 3           | 5                     | 4                     | -                              | -                              | -                              | 42    | 7     |
| 2016-2017             | Brighton & Hove (prêt)   | Championship          | 10          | 0           | -                     | -                     | -                              | -                              | -                              | 10    | 0     |
| 2017-2018             | K Saint-Trond VV (prêt)  | Jupiler Pro League    | 16          | 6           | -                     | -                     | -                              | -                              | -                              | 16    | 6     |
| 2018-2019             | PAOK Salonique           | Superleague           | 20          | 6           | 8                     | 2                     | C1+C3                          | 2+3                            | 0+0                            | 33    | 8     |
| 2019-2020             | PAOK Salonique           | Superleague           | 33          | 8           | 6                     | 1                     | C1+C3                          | 2+2                            | 1+0                            | 43    | 10    |
| 2020-2021             | PAOK Salonique           | Superleague           | 1           | 0           | -                     | -                     | C1                             | 2                              | 0                              | 3     | 0     |
| 2021-2022             | PAOK Salonique (prêt)    | Superleague           | 34          | 7           | 7                     | 2                     | C4                             | 11                             | 2                              | 52    | 11    |
| Sous-total            | Sous-total               | Sous-total            | 88          | 21          | 21                    | 5                     | -                              | 22                             | 3                              | 131   | 29    |
| 2020-2021             | Middlesbrough FC         | Championship          | 38          | 5           | 1                     | 0                     | -                              | -                              | -                              | 39    | 5     |
| 2021-2022             | Middlesbrough FC         | Championship          | 1           | 0           | -                     | -                     | -                              | -                              | -                              | 1     | 0     |
| 2022-2023             | Middlesbrough FC         | Championship          | 40          | 28          | 2                     | 1                     | -                              | -                              | -                              | 42    | 29    |
| Sous-total            | Sous-total               | Sous-total            | 79          | 33          | 3                     | 1                     | -                              | -                              | -                              | 82    | 34    |
| 2023-2024             | Ajax Amsterdam           | Eredivisie            | 25          | 11          | 1                     | 1                     | C3+C4                          | 6+4                            | 3+0                            | 36    | 15    |
| 2024-2025             | Ajax Amsterdam           | Eredivisie            | 16          | 3           | 2                     | 1                     | C3                             | 14                             | 4                              | 32    | 8     |
| Sous-total            | Sous-total               | Sous-total            | 41          | 14          | 3                     | 2                     | -                              | 24                             | 7                              | 68    | 23    |
| 2024-2025             | Lille OSC (prêt)         | Ligue 1               | 14          | 3           | 1                     | 0                     | C1                             | 1                              | 0                              | 16    | 3     |
| Total sur la carrière | Total sur la carrière    | Total sur la carrière | 306         | 80          | 41                    | 12                    | -                              | 47                             | 10                             | 394   | 102   |

## Palmarès

### En club
Akpom est vice-champion d'Angleterre de D2 en 2017 avec Brighton & Hove.
Avec le PAOK Salonique, Chuba Akpom est champion de Grèce en 2019 et vice-champion en 2020. Il est également vainqueur de la Coupe de Grèce en 2019.

### Distinctions personnelles
- Élu meilleur joueur de la saison de D2 anglaise en 2023.
- Meilleur buteur de D2 anglaise en 2023 (28 buts).
- Membre de l'équipe-type de D2 anglaise en 2023.
- Joueur du mois de D2 anglaise en décembre 2022.